# Jason Flemyng

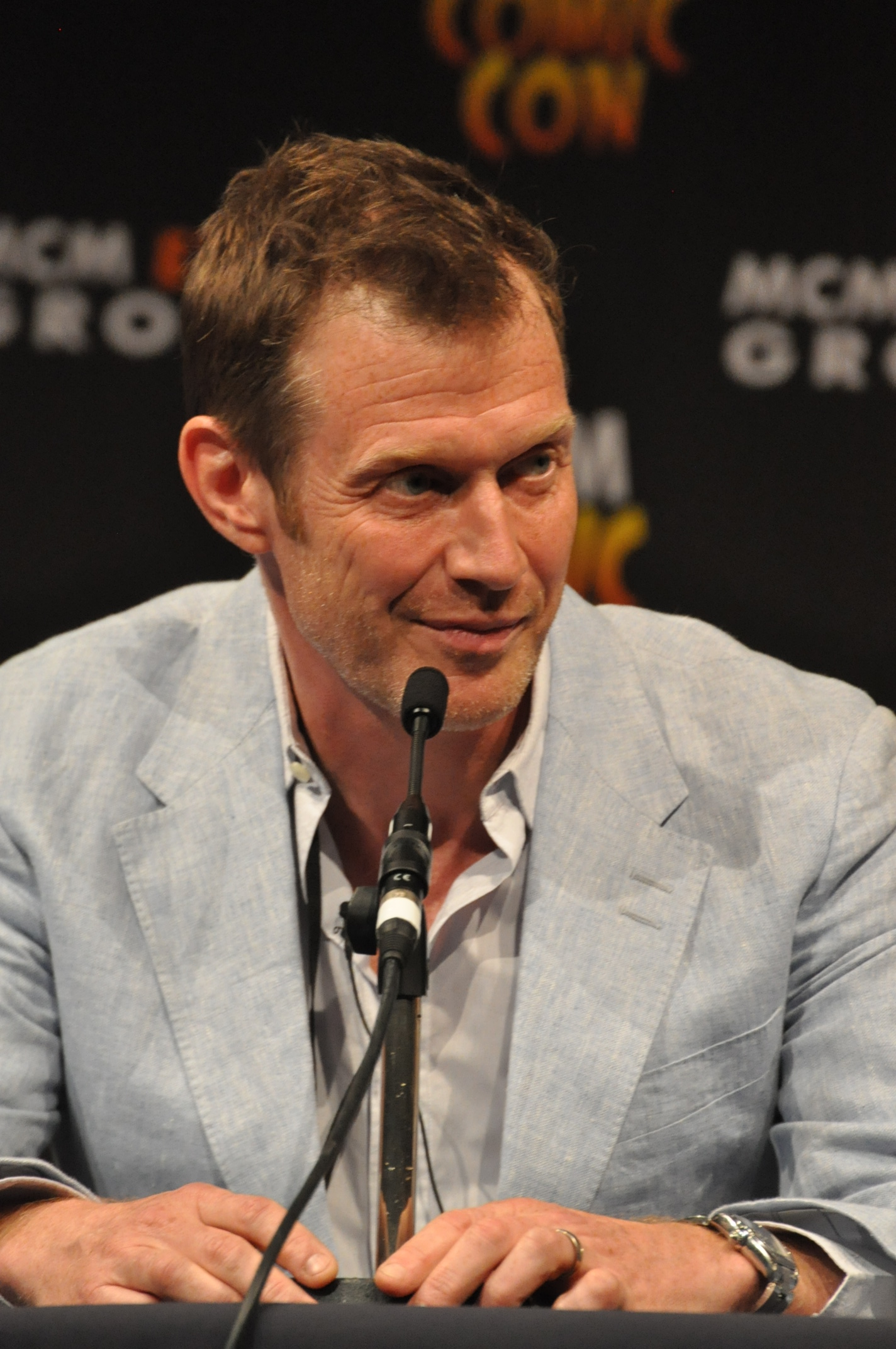
Jason Flemyng

Jason Iain Flemyng (* 25. September 1966 in Putney, London) ist ein britischer Schauspieler.

## Leben
Flemyng ist der Sohn des schottischen Filmregisseurs Gordon Flemyng. Von Schulaufführungen inspiriert entschied er sich schon früh, Schauspieler zu werden. Nach dem Abschluss des Studiums an der London Academy of Music and Dramatic Art trat er der Royal Shakespeare Company bei.
Seit Sommer 2008 ist Flemyng mit Elly Fairman verheiratet.

## Karriere
Seine Karriere begann Flemyng mit Gastauftritten in Fernsehserien, darunter Die Abenteuer des jungen Indiana Jones sowie die britische Dramaserie Doctor Finally, die vom Sender ITV produziert wurde.
Eine erste Filmrolle bekam er 1994 in Das Dschungelbuch. Im Filmdrama Die rote Violine, das für die Originalmusik von John Corigliano mit dem Oscar ausgezeichnet wurde, stellte Flemyng ein Musikgenie mit einer sinnlichen Beziehung zu seiner Violine dar. Im Jahre 2001 war er im Musikdrama Rock Star an der Seite von Mark Wahlberg und Jennifer Aniston zu sehen. Im Fantasy-Actionfilm Die Liga der außergewöhnlichen Gentlemen mit Sean Connery verkörperte er 2003 die Rollen des Dr. Jekyll und Mr. Hyde. Von 2009 bis 2011 spielte Flemyng in der dritten und vierten Staffel der britischen Serie Primeval – Rückkehr der Urzeitmonster den Polizisten Danny Quinn, der den Tod seines Bruders aufklären will und zum Team stößt. Insgesamt umfasst sein Schaffen mehr als 100 Film- und Fernsehproduktionen.
Er gab 2017 mit dem Horrorfilm Eat Local sein Regiedebüt.

## Filmografie (Auswahl)
- 1994: Das Dschungelbuch (The Jungle Book)
- 1995: Rob Roy
- 1996: Gefühl und Verführung (Stealing Beauty)
- 1996: Alive & Kicking – Jetzt erst recht! (Indian Summer)
- 1997: Octalus – Der Tod aus der Tiefe (Deep Rising)
- 1997: Spiceworld – Der Film (Spice World)
- 1998: Bube, Dame, König, grAS (Lock, Stock & Two Smoking Barrels)
- 1998: Chucky und seine Braut (Bride of Chucky)
- 1998: Die rote Violine (The Red Violin)
- 1999: Alice im Wunderland (Alice in Wonderland)
- 2000: Snatch – Schweine und Diamanten (Snatch)
- 2000: Bruiser
- 2001: The Bunker
- 2001: Rock Star
- 2001: The Body
- 2001: Mean Machine – Die Kampfmaschine (Mean Machine)
- 2001: From Hell
- 2002: Anazapta – Der schwarze Tod (Anazapta)
- 2002: Below
- 2003: Die Liga der außergewöhnlichen Gentlemen (The League of Extraordinary Gentlemen)
- 2004: Drum – Wahrheit um jeden Preis (Drum)
- 2004: Agatha Christie’s Marple – Mord im Pfarrhaus (The Murder at the Vicarage, Fernsehreihe)
- 2004: Chuckys Baby (Seed of Chucky)
- 2004: Atomik Circus
- 2004: Layer Cake (L4yer Cake)
- 2004: Aaltra
- 2005: Transporter – The Mission (Le Transporteur II)
- 2007: Der Sternwanderer (Stardust)
- 2007: Kill Bobby Z (Let’s Kill Bobby Z)
- 2008: Mirrors
- 2008: Der seltsame Fall des Benjamin Button (The Curious Case of Benjamin Button)
- 2009: Solomon Kane
- 2009, 2011: Primeval – Rückkehr der Urzeitmonster (Fernsehserie, 9 Episoden)
- 2010: Kampf der Titanen (Clash of the Titans)
- 2010: Kick-Ass
- 2011: Wer ist Hanna? (Hanna)
- 2011: X-Men: Erste Entscheidung (X-Men: First Class)
- 2011: Ironclad – Bis zum letzten Krieger (Ironclad)
- 2012: Agent Hamilton – Im Interesse der Nation (Hamilton – I nationens intresse)
- 2012: Große Erwartungen (Great Expectations)
- 2013: Das hält kein Jahr…! (I Give It a Year)
- 2013: Enemies – Welcome to the Punch (Welcome to the Punch)
- 2013: Make My Heart Fly – Verliebt in Edinburgh (Sunshine on Leith)
- 2013: Black Mirror (Fernsehserie, Episode 2x03)
- 2014: Stonehearst Asylum – Diese Mauern wirst du nie verlassen (Stonehearst Asylum)
- 2014: Fürst der Dämonen (Vij, Wij, Viy)
- 2014: Gemma Bovery – Ein Sommer mit Flaubert (Gemma Bovery)
- 2014: The Missing (Fernsehserie, 8 Episoden)
- 2014: The Journey
- 2015: The Last Kingdom (Fernsehserie, Episode 1x02)
- 2017: The Black Prince
- 2017: SS-GB (Fernsehserie, 5 Episoden)
- 2017: Access All Areas
- 2017: Maschinenland – Mankind Down (Revolt)
- 2017–2019: Jamestown (Fernsehserie)
- 2018: Save Me (Fernsehserie, 5 Episoden)
- 2019–2022: Pennyworth (Fernsehserie)
- 2019: A Christmas Carol (Fernsehserie)
- 2019: Iron Mask (Viy 2: Journey to China, Taina Petschati Drakona)
- 2020: Two Weeks to Live (Fernsehserie)
- 2021: Creation Stories
- 2021: Yes, Chef! (Boiling Point)
- 2022: The 355
- 2024: Fünf Freunde: Das Auge der Morgenröte (The Famous Five: The Eye of the Sunrise, Fernsehfilm)
- 2025: A Working Man